# Плодокорм
Плодокорм  - один из видов планирования рациона домашних животных (в первую очередь свиней и индеек),  в котором преобладают жёлуди, каштаны и различные орехи. Плодокорм был чрезвычайно распространён в средние века как один из вспомогательных методов ведения подсобного крестьянского хозяйства (см. натуральное хозяйство). Тогда же развились различные традиции ведения свиноводства на основе плодокормного выгона, получившие отражение в фольклоре, искусстве («Свинопас» Г.Х. Андерсена; «Пастушка и свинопас» Памелы Трэверс) и проч. Остатки этих традиций  сохраняются в сельских регионах Европы до наших дней.

## Средние века
Выгон свиней на пастбище в лес был обычным явлением в средневековой Европе из-за нехватки зерновых кормов, которые часто шли на питание самих людей. Также из-за того что земля и леса обычно были собственностью феодалов, разведением свиней занимались в основном лишь крестьяне, которые вынуждены были получать и/или покупать право/привилегию выпаса своих животных (не только свиней) в лесу. Долгое время традиции выпаса свиней (Glandée) сохранялись во Франции, особенно на юге страны, пока закон 1669 не ввёл строгие ограничения на эту практику (в Бургони раз в 5-10 лет, на северо-востоке раз в 10-15 лет).

### Современность
Поросят выпасают в перелесках крестьяне современной Украины и других стран Восточной Европы. Строго регламентированные традиции выгона свиней на выпас в лес сохраняются в области Нью-Форест (Южная Англия), где период выпаса регламентирует так наз. Собор зеленщиков, определивший сроки выгона свиней (Pannage) в 60 дней. При этом свиноматкам разрешается пастись круглый год при условии что они возвращаются на ночь домой и на них не поступают жалобы. Считается что выгон свиней на плодокорм играет важную роль в поддержании сельскохозяйственной экологии: свиньи подъедают жёлуди, которые в больших количествах ядовиты для лошадей и пони. Для того чтобы свиньи не разрывали почву слишком глубоко, им в нос вставляют несколько металлических колец. В некоторых случаях домашние свиньи, выпущенные на плодокорм, оставались в лесу и формировали одичавшие популяции.